# 東海路駅
東海路駅（とうかいろ-えき）は中華人民共和国天津市浜海新区に位置する天津地下鉄9号線の駅である。

## 駅構造
相対式ホーム2面2線の地上駅。当駅止まりの電車は一旦引き上げ線に入線して折り返し中山門行きとなる。
| ホーム (1F) | 相対式ホーム               |
| ホーム (1F) | ←■9号線 泰達・天津駅方面   |
| ホーム (1F) | ■9号線 当駅止まり→         |
| ホーム (1F) | 相対式ホーム（降車ホーム） |

## 駅周辺
- 泰達服務外包産業園
- 浜海新区雲計算産業基地
- 美克国際家私（天津）製造有限公司
- S11浜海高速公路新港七号路/集装箱物流中心インターチェンジ

## 歴史
- 2004年3月28日 - 開業。

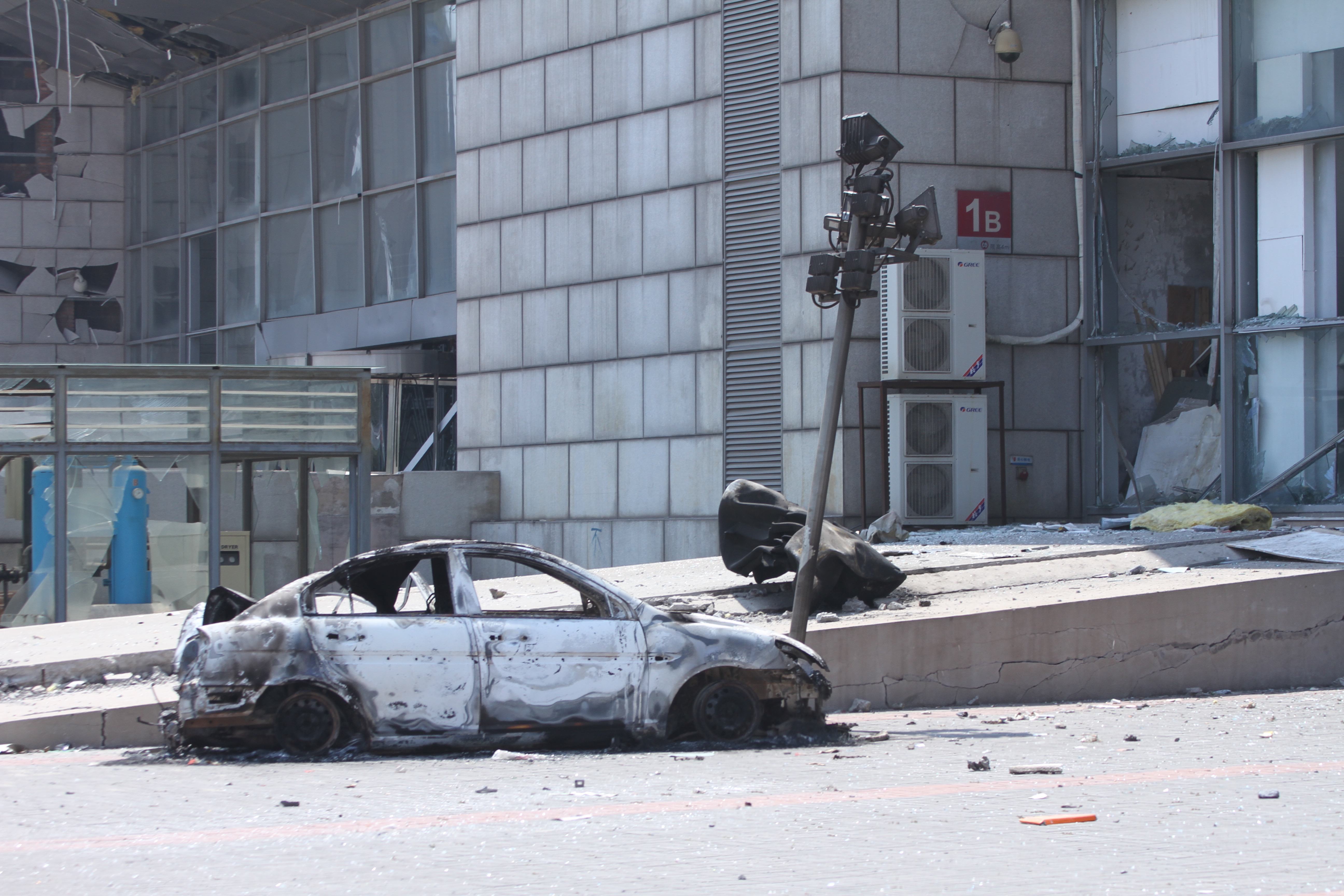
爆発事故翌日の駅舎と付近の自動車

- 2015年8月12日 - 駅舎が2015年天津浜海新区倉庫爆発事故で大きく損傷、屋根の一部が倒壊した[1]。
- 2016年12月31日 - 再建完了・列車運転再開[2]。

## 隣の駅
- ■9号線

会展中心駅 - 東海路駅